# Saint-Pair

Saint-Pair este o comună în departamentul Calvados, Franța. În 1 ianuarie 2022 avea o populație de 245 de locuitori.